# Microporellus pahangensis
Microporellus pahangensis är en svampart som beskrevs av Corner 1987. Microporellus pahangensis ingår i släktet Microporellus och familjen Polyporaceae.   Inga underarter finns listade i Catalogue of Life.